# Jan Ostroróg (Woiwode, 1436)

Herb Nałęcz, das Wappen von Jan Ostroróg

Jan Ostroróg (* 1436; † 1501) war Wojwode von Posen, politischer Schriftsteller und Berater der polnischen Könige Kasimir des Jagiellonen und Johann Albrechts.
Jan Ostroróg stammte dem alten polnischen Adelsgeschlecht der Ostroróg ab. Er studierte an den Universitäten von Erfurt und Bologna die Rechtswissenschaft. Er war ein Befürworter starker Zentralgewalt der Monarchie, forderte Reformen innerhalb der Römisch-Katholischen Kirche und des Rechts (Gleichheit aller Klassen vor dem Gesetz). In seinem Werk „Monumentum pro Reipublicae ordinatione congestum“, geschrieben um 1475, trat er für grundlegende Reformen des Staates, ebenso für die Trennung von Staat und Kirche und die Einführung der Allgemeinen Wehrpflicht ein.
Seiner Ehe mit der Ratiborer Prinzessin Helene, der Tochter von Wenzel II. (1405–1456), Herzog von Ratibor, eines Nachfahren des böhmischen Königs Ottokar II. Přemysl in direkter männlicher Linie und der Margarethe (Małgorzata) von Szamotuł († 1464), entstammten die Söhne Wacław und Stanisław Ostroróg.

## Bibliografie
- "Grodzisk Wielkopolski" – Paweł Anders, Wydawnictwo WBP, Poznań 1995, ISBN 83-85811-26-5

| Personendaten    | Personendaten                                                               |
| ---------------- | --------------------------------------------------------------------------- |
| NAME             | Ostroróg, Jan                                                               |
| KURZBESCHREIBUNG | Wojwode von Posen, politischer Schriftsteller und Berater polnischer Könige |
| GEBURTSDATUM     | 1436                                                                        |
| STERBEDATUM      | 1501                                                                        |